# Virginia Slims Nationals 1971 - Doppio
Il doppio del torneo di tennis Virginia Slims Nationals 1971, facente parte del Virginia Slims Circuit 1971, ha avuto come vincitrici Rosie Casals e Billie Jean King che hanno battuto in finale Françoise Dürr e Ann Jones con il punteggio di 6–4, 7–5.

## Tabellone

### Legenda
| - Q = Qualificato - WC = Wild card - LL = Lucky loser | - ALT = Alternate - SE = Special Exempt - PR = Protected Ranking | - w/o = Walkover - r = Ritirato - d = Squalificato |

|  | Primo turno                    | Primo turno                    | Primo turno                 | Primo turno | Primo turno |  |  | Semifinali                     | Semifinali                     | Semifinali                     | Semifinali               | Semifinali               |   |   | Finale                        | Finale                        | Finale                        | Finale | Finale |  |
|  |                                |                                |                             |             |             |  |  |                                |                                |                                |                          |                          |   |   |                               |                               |                               |        |        |  |
|  | Rosie Casals Billie Jean King  | Rosie Casals Billie Jean King  | 2                           | 7           | 7           |  |  |                                |                                |                                |                          |                          |   |   |                               |                               |                               |        |        |  |
|  | J Tegart Dalton Kerry Melville | J Tegart Dalton Kerry Melville | 6                           | 6           | 2           |  |  | Rosie Casals Billie Jean King  | Rosie Casals Billie Jean King  | Rosie Casals Billie Jean King  | 6                        | 7                        |   |   |                               |                               |                               |        |        |  |
|  | Mary Ann Curtis Val Ziegenfuss | Mary Ann Curtis Val Ziegenfuss | 5                           | 6           | 6           |  |  | Mary Ann Curtis Val Ziegenfuss | Mary Ann Curtis Val Ziegenfuss | Mary Ann Curtis Val Ziegenfuss | 2                        | 5                        |   |   |                               |                               |                               |        |        |  |
|  | Laurie Tenney Andrea Volkos    | Laurie Tenney Andrea Volkos    | 7                           | 1           | 3           |  |  |                                |                                |                                |                          |                          |   |   | Rosie Casals Billie Jean King | Rosie Casals Billie Jean King | Rosie Casals Billie Jean King | 6      | 7      |  |
|  | P Bartkowicz Julie Heldman     | P Bartkowicz Julie Heldman     | P Bartkowicz Julie Heldman  | 6           | 6           |  |  |                                |                                | Françoise Dürr Ann Jones       | Françoise Dürr Ann Jones | Françoise Dürr Ann Jones | 4 | 5 |                               |                               |                               |        |        |  |
|  | Denise Carter Kristy Pigeon    | Denise Carter Kristy Pigeon    | Denise Carter Kristy Pigeon | 3           | 4           |  |  | P Bartkowicz Julie Heldman     | P Bartkowicz Julie Heldman     | P Bartkowicz Julie Heldman     | 3                        | 2                        |   |   |                               |                               |                               |        |        |  |
|  | Françoise Dürr Ann Jones       | Françoise Dürr Ann Jones       | Françoise Dürr Ann Jones    | 6           | 7           |  |  | Françoise Dürr Ann Jones       | Françoise Dürr Ann Jones       | Françoise Dürr Ann Jones       | 6                        | 6                        |   |   |                               |                               |                               |        |        |  |
|  | Esme Emanuel Ceci Martinez     | Esme Emanuel Ceci Martinez     | Esme Emanuel Ceci Martinez  | 2           | 5           |  |  |                                |                                |                                |                          |                          |   |   |                               |                               |                               |        |        |  |